# دره قیاق
قیاق یا قیاغ دره‌ای در افغانستان است که در ولسوالی جغتو ولایت غزنی موقعیت دارد.